# Gordan e Polinhan
Gordan e Polinhan (occità Gourdan-Polignan) és un municipi del departament francès de l'Alta Garona, a la regió d'Occitània.

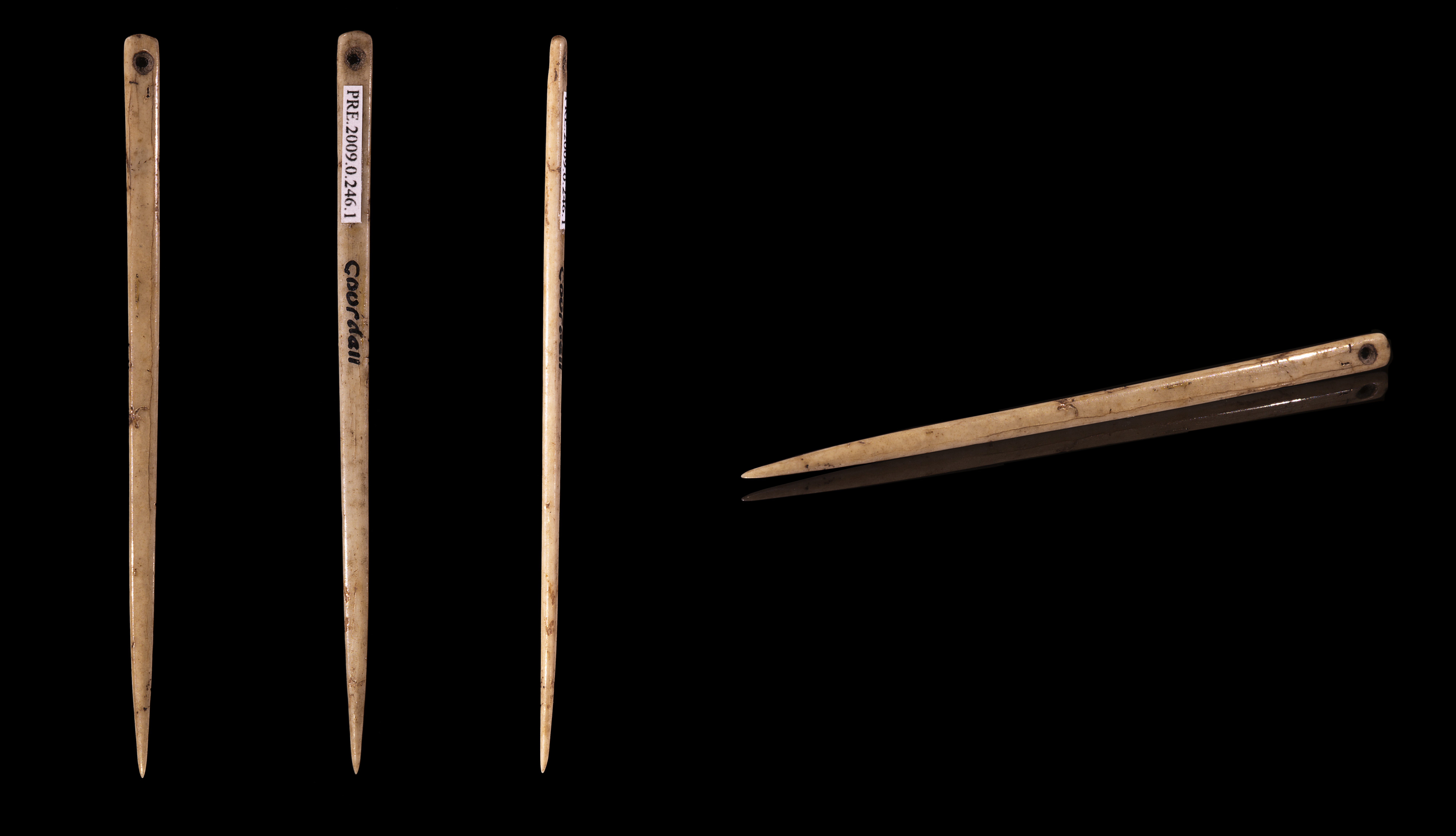
Agulla d'os trobada a Gourdan–Polignan del magdalenià, (17.000 i 10.000 aC) - Muséum de Toulouse